# الاعتراف (فلم)

## قصة الفيلم
ينمو الحب بين أحمد و نوال منذ الصغر، تفاجئت نوال برحيل أحمد إلى القاهرة ليستقر هناك وعندما تنقطع أخباره عنها تتزوج من أخيه الأكبر إبراهيم، يسافرون لزيارته تنفرد به نوال و تستفسر عن سبب تخليه عنها يفاجئها بحقيقة أمها عزيزه التي تنفصل عن والدها عباس فينتقم منه عباس فيصحبه في قارب و يحاول إغراقه يموت الاثنين بينما تحترق عزيزه تثور نوال على أحمد ولا تتحمل الصدمة فتنتحر.

## بطولة
| - فاتن حمامة: نوال - جلال عيسى: أحمد - يحيى شاهين: إبراهيم - مديحة يسري: عزيزة - ضيفة شرف - صلاح منصور: عبّاس - محمد توفيق: حسنين | - أحمد لوكسر - جمال الوحش - نورا: طفلة - نبيل كمال: طفل - صالح الإسكندراني - مختار السيد |

## طاقم العمل
| - يوسف جوهر: قصة وسيناريو وحوار - سعد عرفة: مخرج - عبد المجيد سالم: مخرج مساعد - فوزي علي: م. مخرج ثان - ضياء الدين المهدي: مدير التصوير - عماد فريد: م. مصور - محمد طاهر: م. مصور - حسين عفيفي: مونتير | - ناهد مكاوي: نيجاتيف - وديع شفيق: مركب الفيلم - نصري عبد النور: كبير مهندسي الصوت - أندريا زنديلس (أندريه: مكساج - كمال عبد الله: مسجل الديالوج - الشركة العامة للإنتاج السينمائي العربي: الإنتاج - حلمي رفلة: منتج | - سيد إسماعيل: مدير الإنتاج - حمدى حسن: م. إنتاج - يوسف عبيد: م. إنتاج - على رضوان: منفذ إنتاج - الشركة العامة لتوزيع وعرض الأفلام السينمائية: موزع - برلنتي مرسي: مصممة الأزياء - مصطفى إبراهيم: ماكيير | - أندريا رايدر (أندريه رايدر: الموسيقى التصويرية - أحمد شفيق أبو عوف: موسيقى الفرقة الاستعراضية - ماهر عبد النور: مهندس الديكور - عثمان حسين: منفذ الديكور - الاستوديوهات العربية: الطبع والتحميض - حمدى حسن: مدير المعمل - شريف عادل: تصميم الرقصة |